# Kalyan-Dombivali
Kalyan-Dombivali è una suddivisione dell'India, classificata come municipal corporation, di 1.193.266 abitanti, situata nel distretto di Thane, nello stato federato del Maharashtra. In base al numero di abitanti la città rientra nella classe I (da 100.000 persone in su).

## Geografia fisica
La città è situata a 19° 15' 0 N e 73° 9' 0 E e ha un'altitudine di 13 m s.l.m..

## Società

### Evoluzione demografica
Al censimento del 2001 la popolazione di Kalyan-Dombivali assommava a 1.193.266 persone, delle quali 633.395 maschi e 559.871 femmine. I bambini di età inferiore o uguale ai sei anni assommavano a 145.084, dei quali 77.133 maschi e 67.951 femmine. Infine, coloro che erano in grado di saper almeno leggere e scrivere erano 951.022, dei quali 529.035 maschi e 421.987 femmine.